# カウナス郡
カウナス郡（リトアニア語: Kauno apskritis）は、リトアニアにある10の郡のうちの一つ。リトアニアの中央部に位置している。中心都市はカウナス。

## 歴史
戦間期のリトアニアでもカウナス郡が設置されていた。1940年にリトアニアがソビエト連邦に編入されると、1950年に郡制度が廃止され、より小さな行政区分である地区（ラヨナス、リトアニア語: rajonas）に分割された。
リトアニアが独立を回復すると、1994年に郡制度が再び施行されることとなった。しかし、戦間期の郡制度は現代には適合しなかったため、国全体を10に分ける郡制度が新たに導入された。
2003年、カウナス郡章が制定された。
2010年、郡の行政機能は国および各自治体に移行され、郡は行政機能を伴わない名目上の行政区画となった。

## 自治体
カウナス郡は、以下の8つの自治体によって構成される。
- ビルシュトナス基礎自治体（英語版）
  - ビルシュトナス
- ヨナヴァ地区自治体（英語版）
  - ヨナヴァ
- カイシェドリース地区自治体（英語版）
  - カイシェドリース
- カウナス都市自治体（英語版）
  - カウナス
- カウナス地区自治体（英語版）
  - ヴィルキヤ
- ケダイネイ地区自治体（英語版）
  - ケダイネイ
- プリエナイ地区自治体（英語版）
- ラセイネイ地区自治体（英語版）